# Leschenaultia fusca
Leschenaultia fusca là một loài ruồi trong họ Tachinidae.